# ご当地バーガー
ご当地バーガー（ごとうちバーガー）とは、特定の地域の生産物や料理を使用したハンバーガー。「ご当地グルメ」の一種である。

## 概要
ハンバーガーはアメリカ合衆国で誕生したと考えられている料理だが、その自由度の高さから世界的に普及し、当初の「牛肉のパテをバンズで挟んだ料理」から大きく広がってきた。
地元の名物料理を挟んだり、地産地消を目指して地元の生産物で作られるものも多い。
ハードロックカフェは世界74カ国、174店舗を展開するチェーン店であるが、特定の国、都市の店舗でのみ販売しているご当地バーガーも存在する。
ファストフードの大手企業マクドナルドは世界各国に展開しているが、以下のようにご当地バーガーを販売している。
- アラブ圏
  - マックアラビア - ライ麦を使用したバンズに、チキンのパテ、レタス、トマト、オニオン、ガーリックマヨネーズソース。
- 韓国
  - プルコギバーガー
  - シャンハイスパイスチキン - チキンをスパイシーに味付けしてある。
- ブラジル
  - チェダーマックメルト - 牛肉のパテ、チェダーチーズ、オニオン。醤油ソースで味付けしてあるのが特徴。
- メキシコ
  - マックブリトー - スクランブルエッグ、タマネギ、トマト、ハラペーニョをメキシカンソースで味付けしトルティーヤで包む。
- インド
  - マサラ・ドーサ・ブリオッシュ - インド料理のマサラ・ドーサ（英語版）をはさんだもの[5]。

## 日本
日本では2010年時点で100種類を超すご当地バーガーが存在すると言われている。上述のように地元料理や地元生産物で作られるご当地バーガーもあるが、中には生産物ではなくブラックバス、ブルーギルといった生態系に悪影響を及ぼす外来生物や、農作物を荒らすエゾシカ、イノシシといった害獣を駆除するついでに、それらを食材として有効活用しようと生まれたご当地バーガーもある。
ご当地ハンバーガーの代表例として佐世保バーガー（長崎県佐世保市）やヨコスカネイビーバーガー（神奈川県横須賀市）が挙げられるが、佐世保バーガーなどのように町おこし、地域活性化を目的としたご当地バーガーの開発が進められている。
2009年から地域活性化を目的として鳥取県ではご当地バーガー日本一を決める「とっとりバーガーフェスタ」を開催している。2010年には日本全国のご当地バーガー提供店舗を60店舗を集め、平井伸治鳥取県知事（当時）を名誉顧問として「全国ご当地バーガー連絡協議会」が設立されている。

## 台湾
台湾では南部にしか店舗がない丹丹漢堡が南部のご当地バーガー的存在である。